# 66. Internationale Sechstagefahrt

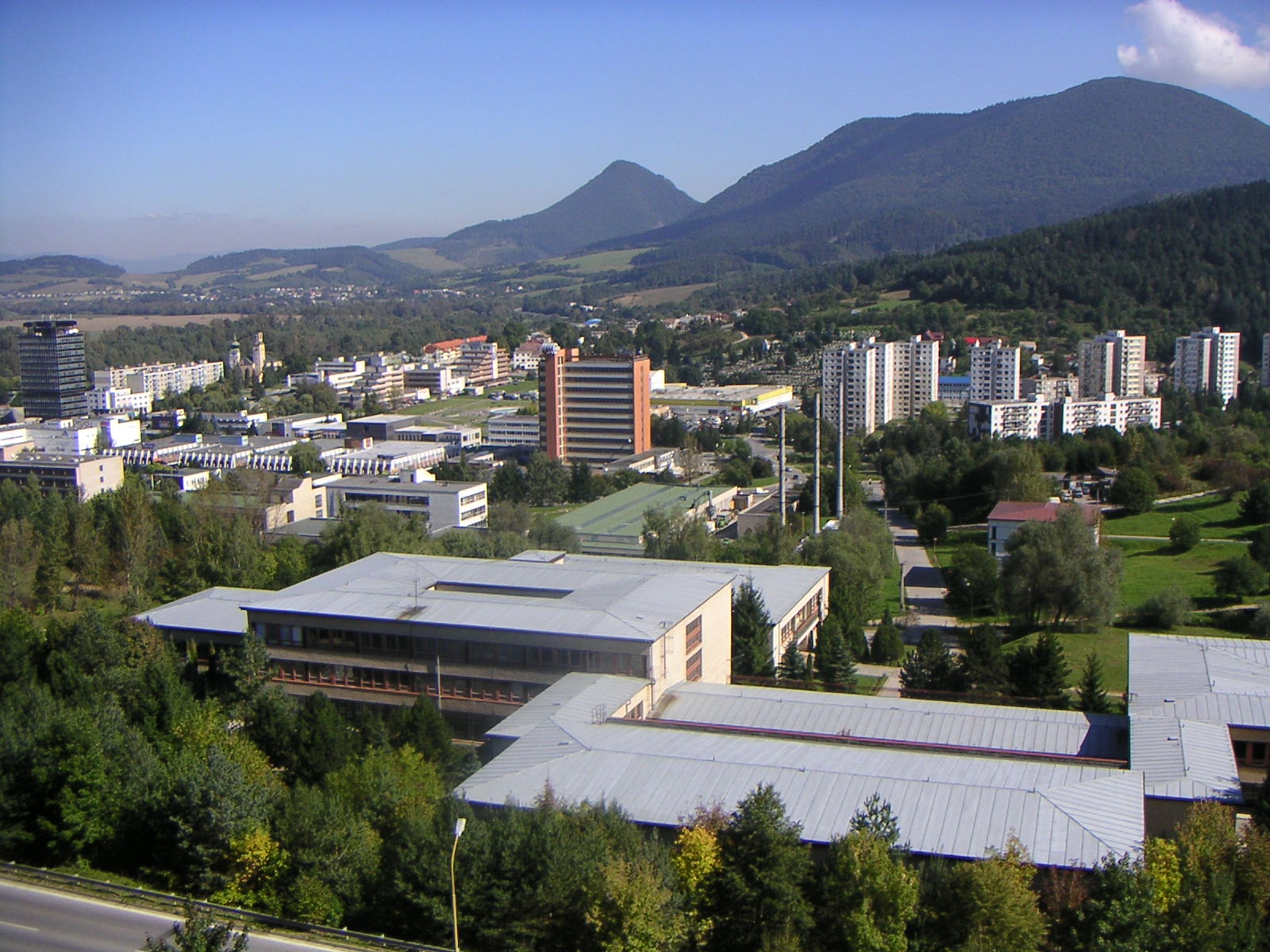
Považská Bystrica, Start- und Zielort der einzelnen Etappen

Die 66. Internationale Sechstagefahrt war die Mannschaftsweltmeisterschaft im Endurosport und fand vom 2. bis 7. September 1991 im tschechoslowakischen Považská Bystrica sowie der näheren Umgebung statt. Die Nationalmannschaft Schwedens gewann zum vierten Mal die World Trophy. Die Nationalmannschaft der USA konnte zum ersten Mal die Junior World Trophy gewinnen.

## Wettkampf

### Organisation
Der Wettbewerb fand zum zehnten Mal in der Tschechoslowakei und nach der 52. (1977) und 57. Internationalen Sechstagefahrt (1982) zum dritten Mal in Považská Bystrica statt.
Für den Wettkampf waren 360 Fahrer von 21 Motorsportverbänden der FIM gemeldet. Um die World und Junior World Trophy fuhren Mannschaften aus 16 bzw. 11 Nationen. Zudem waren 19 Fabrik- und 65 Club-Mannschaften am Start.
Deutschland und die Schweiz nahmen jeweils an World und Junior World Trophy teil. Überdies nahmen neun deutsche, fünf österreichische und eine Schweizer Clubmannschaft teil.
Als Sonderprüfungen in den ersten fünf Fahrtagen waren je Runde ein Motocross-Test sowie eine Beschleunigungsprüfung zu fahren.

### 1. Tag
Die erste Tagesetappe führte in zwei identischen Runden über insgesamt 244 Kilometer. Das Wetter war niederschlagsfrei. Durch ein lange vorangegangene Trockenperiode waren die Streckenuntergründe stark ausgetrocknet.
In der World Trophy führte die Mannschaft der gastgebenden Tschechoslowakei vor Italien und der Mannschaft Schwedens. Die deutsche Mannschaft lag auf dem 5. Platz.
In der Junior World Trophy führte ebenfalls die Tschechoslowakei. Die deutsche Mannschaft lag auf dem 6. Platz.

### 2. Tag
Am zweiten Tag wurde die Strecke des ersten Tages in entgegengesetzter Richtung befahren. Das Wetter war nach wie vor niederschlagsfrei.
In der World Trophy führte die Tschechoslowakei vor Schweden und der Mannschaft Frankreichs. Die deutsche Mannschaft verbesserte sich auf den 4. Platz.
In der Junior World Trophy führte weiter die Mannschaft der Tschechoslowakei. In der deutschen Mannschaft stürzte Jörg Teuchert unglücklich auf einem Baumstumpf und brach sich das Schlüsselbein, wodurch er zur Aufgabe gezwungen war. Die Mannschaft fiel in der Wertung damit aussichtslos zurück.

### 3. Tag
Am dritten Tag waren wieder in zwei identischen Runden insgesamt 279 Kilometer zu absolvieren. Das Wetter war unverändert.
In der World Trophy führte die Mannschaft Schwedens vor der Tschechoslowakei und Deutschland.
In der Junior World Trophy führte nach wie vor die Mannschaft der Tschechoslowakei.

### 4. Tag
Die vierte Tagesetappe war 270 Kilometer lang, wieder waren zwei identische Runden zu fahren.
In der World Trophy gab auf den Podestplätzen keine Änderung gegenüber dem Vortag: Es führte die Mannschaft Schwedens vor der Tschechoslowakei und Deutschland.
Nach dem Jaroslav Beran in der Mannschaft der Tschechoslowakei sich bei einem Sturz das Schlüsselbein brach und aufgeben musste, führte in der Junior World Trophy stattdessen die Mannschaft der USA.

### 5. Tag
Am fünften Tag wurde die Strecke des Vortags in umgekehrter Richtung befahren.
In der World Trophy führte die Mannschaft Schwedens vor Deutschland und Frankreich.
In der Junior World Trophy führte weiter die Mannschaft der USA.

### 6. Tag
Am letzten Fahrtag waren 41 Kilometer Strecke zu fahren. Das Abschluss-Motocrossrennen als letzte Sonderprüfung fand auf einem Kurs bei Sverepec statt.
Letzteres endete jedoch nicht wie geplant: Trotz Empfehlung der Jury hatte der Veranstalter die Cross-Strecke nicht gewässert. Dadurch herrschten widrige Sichtverhältnisse infolge der Staubentwicklung. Die noch im Wettbewerb befindlichen Fahrer der Klasse bis 80 cm³ fuhren noch ihre Rennen. Die Fahrer der folgenden Klasse bis 125 cm³ weigerten sich nach der Einführungsrunde nachvollziehbar gegen einen Start bei diesen Bedingungen.
Schlussendlich wurde das Rennen abgebrochen und auch die Tagesetappe nicht gewertet. Somit waren die Ergebnisse des fünften Tages gleichzeitig die Endergebnisse.

## Endergebnisse

### World Trophy
| Platz | Team                   | Punkte     |
| ----- | ---------------------- | ---------- |
| 1.    | Schweden               | 633,06     |
| 2.    | Deutschland            | 1.065,58   |
| 3.    | Frankreich             | 1.173,47   |
| 4.    | Vereinigtes Königreich | 1.635,85   |
| 5.    | Niederlande            | 2.075,00   |
| 6.    | Polen                  | 2.589,04   |
| 7.    | Spanien                | 3.459,63   |
| 8.    | Vereinigte Staaten     | 4.665,77   |
| 9.    | Australien             | 12.564,80  |
| 10.   | Tschechoslowakei       | 30.755,46  |
| 11.   | Finnland               | 32.030,23  |
| 12.   | Schweiz                | 43.070,18  |
| 13.   | Südafrika              | 96.967,43  |
| 14.   | Italien                | 105.393,91 |
| 15.   | Irland                 | 151.632,94 |
| 16.   | Kanada                 | 142.668,44 |

### Junior World Trophy
| Platz | Team               | Punkte    |
| ----- | ------------------ | --------- |
| 1.    | Vereinigte Staaten | 2.095,57  |
| 2.    | Niederlande        | 3.945,32  |
| 3.    | Polen              | 4.906,45  |
| 4.    | Tschechoslowakei   | 46.643,55 |
| 5.    | Schweden           | 61.068,53 |
| 6.    | Spanien            | 63.555,62 |
| 7.    | Deutschland        | 76.356,63 |

### Club-Mannschaften
| Platz | Team                 | Punkte   |
| ----- | -------------------- | -------- |
| 1.    | KTM Mefo             | 343,22   |
| 2.    | Moto Club Intimiano  | 466,17   |
| 3.    | Club France          | 714,57   |
| 4.    | Moto Club Lumezzane  | 738,16   |
| 5.    | Slovakia Enduro Team | 884,35   |
| 5.    | Army Team Benesov    | 1.015,97 |

### Fabrik-Mannschaften
| Platz | Team               | Punkte |
| ----- | ------------------ | ------ |
| 1.    | Husqvarna          | 230,68 |
| 2.    | KTM Collina Motori | 285,16 |
| 3.    | KTM Österreich     | 379,65 |
| 4.    | Suzuki             | 505,99 |
| 5.    | Husaberg           | 521,28 |
| 6.    | Husqvarna Italy    | 618,96 |

### Einzelwertung
| Klasse                  | Starter | Klassensieger (Motorrad)          | Punkte |
| ----------------------- | ------- | --------------------------------- | ------ |
| bis 80 cm³ (Zweitakt)   | 23      | Vladimir Bus (KTM 80)             | 39,27  |
| bis 125 cm³ (Zweitakt)  | 75      | Paul Edmondson (Husqvarna 125)    | 13,43  |
| bis 250 cm³ (Zweitakt)  | 115     | Stéphane Peterhansel (Yamaha 250) | 11,46  |
| bis 500 cm³ (Zweitakt)  | 70      | Libor Podmol (KTM 500)            | 7,87   |
| bis 350 cm³ (Viertakt)  | 46      | Kent Karlsson (Husaberg 350)      | 0,0    |
| über 500 cm³ (Viertakt) | 31      | Jaroslav Katrinak (Husaberg +500) | 10,86  |
| Gesamt                  | 360     |                                   |        |

## Teilnehmer
| Staat                  | World Trophy Team | Junior World Trophy Team | Club-Teams |
| ---------------------- | --- | --- | --- |
| Australien             | Peter Burrell (Honda 125) Mark Peacock (KTM 250) David McFarlane (Suzuki 250) Kevin Bowden (KTM 500) Rob Urquhart (KTM 500) Michel Todorovic (Husqvarna 350 4T)                             | | ACCA Club |
| Deutschland            | Armin Sponsel (KTM 126) Uwe Weber (KTM 250) Bert von Zitzewitz (KTM +500 4T) Stefan Bernard (Husaberg 350 4T) Karl-Heinz Holz (Husqvarna 350 4T) Dirk von Zitzewitz (Suzuki 250)            | Jörg Teuchert (Yamaha 125) Patrick Heß (KTM 125) Matthias Ebert (KTM 125) Dirk Thelen (Husqvarna 250)                                | ADAC Berlin ADAC Frankfurt ADAC Freiburg ADAC Kiel ADAC Köln I ADAC Köln II ADAC München ADAC Nürnberg ADAC Stuttgart |
| Finnland               | Jukka Aures (KTM 125) Kari Tiainen (Husqvarna 250) Jukka Jääskelainen (Husqvarna 500) Esa Vento (Husqvarna 350 4T) Jukka Viirret (KTM 350 4T) Juha Laaksonen (Yamaha 250)                   | Petteri Silvan (Husqvarna 125) Jari Kakko (Husqvarna 250) Peter Weckman (KTM 250) Niko Pahlberg (Husqvarna 350 4T)                   | HAMEENLINNAN MOOTTORIKERHO Keravan MS Sipoon MK |
| Frankreich             | Gilles Lalay (Yamaha 250) Stéphane Peterhansel (Yamaha 250) Laurent Charbonnel (Kawasaki 250) Alain Olivier (KTM 500) Marc Morales (Husqvarna 350 4T) Jean-Paul Charles (Husaberg +500 4T)  | Cyril Esquirol (KTM 125) Laurent Charbonnier (Suzuki 250) Gilles Algay (Honda DIAP 250) Richard Sainct (Honda 250)                   | Club France Moto Club Uzerchois |
| Griechenland           | | | ELAM |
| Irland                 | Nicholas Craigie (TM 125) Brian Stewart (Honda 125) Maurice Rudoock (Kawasaki 250) Paul McGuire (Honda 250) John Agnew (Husqvarna 500) Adrian Lappin (Husqvarna 350)                        | | |
| Italien                | Piefranco Muraglia (Kawasaki 80) Stefano Passeri (Aprilia 125) Giorgio Grasso (Kawasaki 250) Giovanni Sala (KTM 250) Davide Trolli (KTM 500) Mario Rinaldi (KTM 350 4T)                     | Mario Giovanchelli (TM 80) Luca Trussardi (Kawasaki 125) Fabio Confalioneri (Yamaha 250) Fabio Farioli (KTM +500 4T)                 | Gr. Sp. FF. OO. Moto Club Azimut Moto Club Bergamo A Moto Club Bergamo B Moto Club Bergamo C Moto Club Dogliani Moto Club Intimiano Moto Club Lumezzane Moto Club R. R. 77 Moto Club Sanremo M.C. Morena Roliol A M.C. Morena Roliol B                                       |
| Kanada                 | Craig Kennedy (Honda 125) John Nelson (Honda 125) Glenn Buchanan (Honda 250) Blair Sharpless (Suzuki 250) Jim Kuster (Suzuki 500) Lawrence Hacking (Honda 350 4T)                           | | Lethbridge MCC |
| Niederlande            | Henk Knuiman (Honda-CTI 125) Jan van Oorschot (Honda-CTI 125) Toine van Dijk (Suzuki 250) Gerard Jimmink (Honda-CTI 500) Alfons Hoevers (Husqvarna 350 4T) Simon Schram (Husqvarna +500 4T) | Riné Streppel (Husqvarna 250) Erik Davids (Husqvarna 500) Roger Steenbergen (Husqvarna 350 4T) Harry van de Wiel (Husqvarna +500 4T) | |
| Österreich             | | | ARBO MSC Mattighofen ÖAMTC I ÖAMTC II ÖAMTC III |
| Polen                  | Maciej Wrobel (TM 80) Andrzej Tomiczek (TM 80) Jacek Czachor (Simson 125) Zbigniew Przybyla (Husqvarna 500) Ryzard Gazcewski (Husqvarna 500)                                                | Wiktor Iwanski (TM 80) Bogdan Warchol (Simson 125) Wojciech Rencz (Simson 80)                                                        | |
| Spanien                | Ferran Serarois (GasGas 125) Carles Muntaner (Yamaha 125) Jaime Colom (KTM 125) Oscar Gallardo (Kawasaki 250) Santi Piella (GasGas 500) Ramon Ruidalbas (Husaberg 350 4T)                   | Isidre Esteve (TM 80) Jordi Aguilar (Yamaha 125) Xavier Puigdemont (GasGas 125) Joan Roma (KTM 250)                                  | RFME Ducados |
| Südafrika              | John Hodgson (KTM 125) Gavin Nimmo (Yamaha 250) Leon Rusteberg (KTM 250) Hilton Hayward (KTM 500) Errol Dalton (KTM 500) Kevin Tebbut (KTM +500 4T)                                         | | |
| Schweden               | Jeff Nilsson (KTM 125) Joakim Hedendahl (Suzuki 250) Svenerik Jönsson (Husqvarna 500) Dick Wicksell (KTM 500) Kent Karlsson (Husaberg 350 4T) Bill Anderson (Husqvarna +500 4T)             | Robert Grönlund (Suzuki 250) Robert Svensson (KTM 500) Peter Karlsson (Yamaha 500) Albert Ohlsson (KTM 500)                          | FMCK Stockholm Göta MS SMI MK SMK Dalia Tibero MK |
| Schweiz                | Peter Hager (Husqvarna 250) Heinz Freidig (Husqvarna 250) Michel Joliath (KTM 500) Edy Petraglio (KTM 500) Philippe Rast (Husqvarna 350 4T) Niklaus Eberhard (Husqvarna +500 4T)            | | FMS |
| Tschechoslowakei       | Jan Hrehor (KTM 250) Libor Podmol (KTM 500) Bohumil Posledni (Husqvarna 500) Otokar Kotrba (Husqvarna 350 4T) Jaroslav Katrinak (Husaberg +500 4T) Dusan Kotrla (KTM +500 4T)               | Jaroslav Beran (GasGas 80) Radek Matoska (KTM 125) Vaclav Fojtik (KTM 250) Martin Karas (Husqvarna 350 4T)                           | AMK Sellier Bellot Vlašim Army Team Benešov I Army Team Benešov II Enduro Chirana OTS Brno Enduro Metaz Týnec nad Sázavou Enduro Team Jablonec nad Nisou ETM Gottwald GK Racing HPB Jablonec nad Jizerou KTM Mefo Sport Morava Enduro Team Motoman Team Slovakia Enduro Team |
| Vereinigtes Königreich | Paul Edmondson (Husqvarna 125) Carl Tiley (Kawasaki 250) Ady Smith (Suzuki 250) Alan Bates (Suzuki 250) Paul Fairbrothers (KTM 500) John Deacon (Husqvarna 350 4T)                          | Joel Mitson (KTM 125) Chris Bird (KTM 250) Adrian Nixon (Kawasaki 250) Russell Millward (Honda 250)                                  | British Army Chorley Manchester 17 RHONDA (Ferndale) Seatom Deleval E Scottish A Scottish B Seatom Deleval M Sudbury Team Welsh MCC A Welsh MCC B Welsh Trail Riders |
| Vereinigte Staaten     | Randy Hawkins (Suzuki 125) Kelby Pepper (KTM 250) Kevin Hines (Suzuki 250) Fred Hoess (Husqvarna 500) Dave Bertram (Suzuki 500) Drew Smith (Suzuki 350 4T)                                  | Jimmy Lewis (KTM 125) Chris Smith (KTM 250) Steve Hatch (Suzuki 250) David Rhodes (Husaberg 350 4T)                                  | Bent Wheel Comp. Riders Daytona Dirt Riders King Philips Trail Riders Lobos M/C Merced Dirt Riders Richmond Ramblers M/C Salt Fork Dirt Riders |

## Trivia
Nach der 21. Internationalen Sechstagefahrt (1939) nahmen zum ersten Mal wieder gesamtdeutsche Mannschaften an den beiden Nationalmannschaftswettbewerben teil.
Zum ersten Mal seit der 33. Internationalen Sechstagefahrt (1958) waren in Folge des durch die wirtschaftlichen Umwälzungen nach 1990 in einer existenziellen Krise befindlichen Herstellers keine MZ-Motorräder für die Nationalmannschaftswettbewerbe und überhaupt am Start. Der ebenfalls in der ehemaligen DDR ansässige Hersteller Simson hatte aus gleichen Gründen seine Sportabteilung im Frühjahr 1991 aufgelöst. – Die Fahrer der polnischen Junior-World-Trophy-Mannschaft waren die einzigen, die auf Simson-Motorrädern starteten.
Einzige Teilnehmerin war die Britin Katrina Price auf einer Yamaha 250 cm³. In ihrer Klasse erreichte sie bei 115 Startern den 54. Platz.